# Creciente Fértil

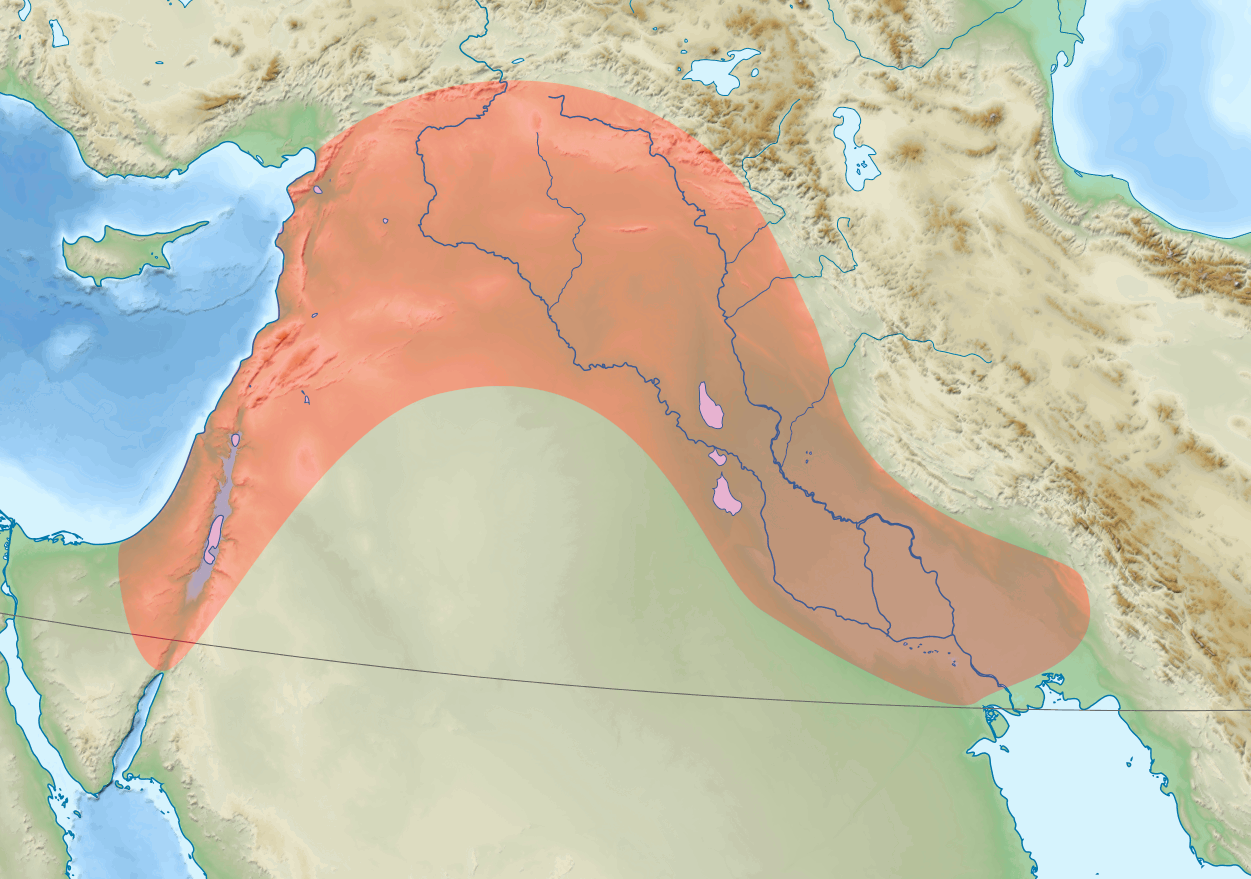
Mapa de la Media Luna Fértil.

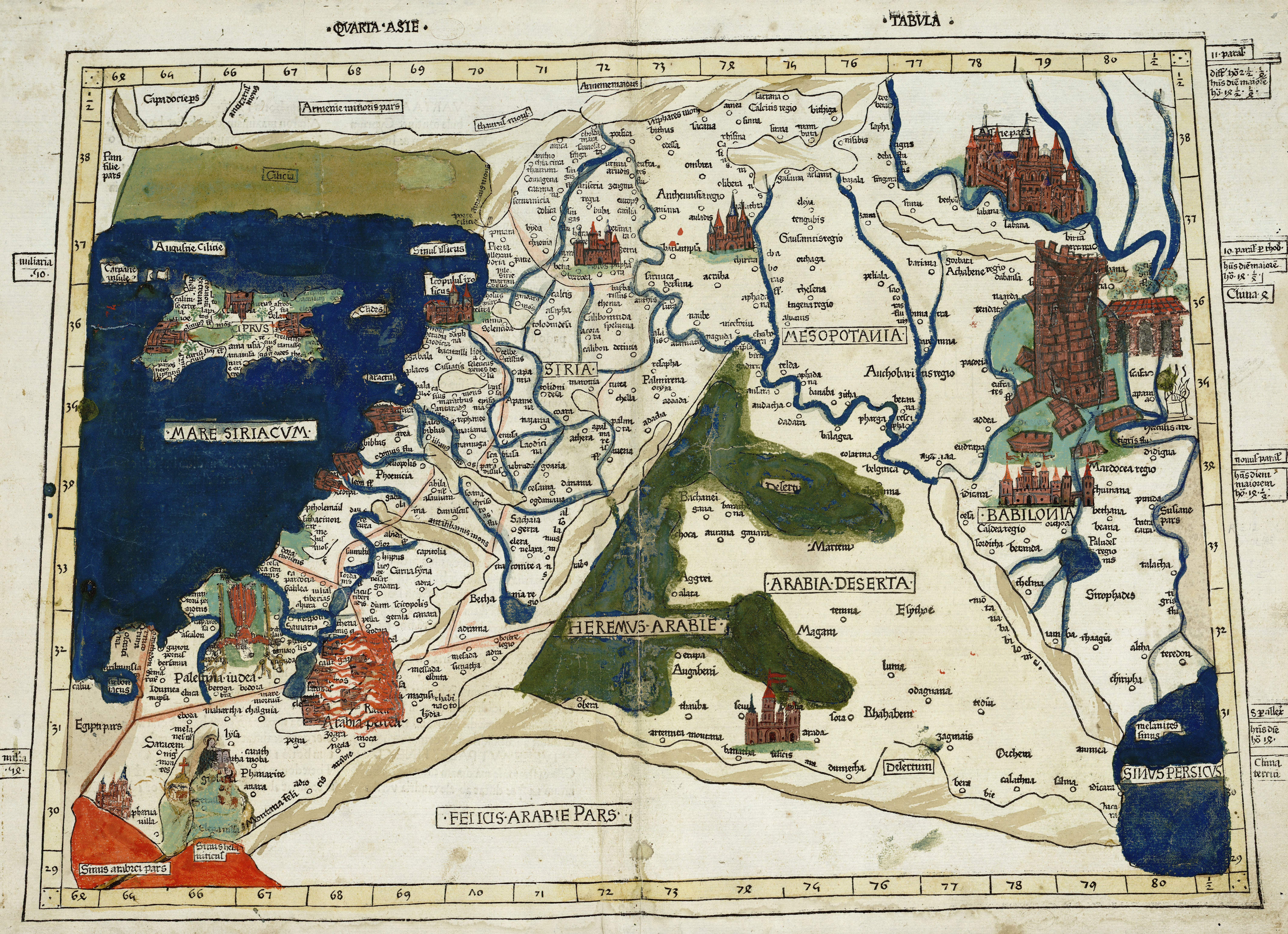
Copia de un mapa asiático de Ptolomeo del que muestra la zona actualmente denominada Creciente Fértil.

Se denomina creciente fértil o medialuna fértil a una región histórica que corresponde a los territorios del Levante mediterráneo y Mesopotamia, en Oriente Próximo.
Se considera que fue el lugar donde se originó la revolución neolítica. Bañan esta región los ríos Tigris y Éufrates y su superficie es de unos 500 000 km². Se extiende desde el valle del Nilo y la orilla oriental del Mediterráneo hasta el norte del desierto de Siria, y desde el norte de Arabia, toda la Mesopotamia, hasta el golfo Pérsico. Estos territorios pertenecen a los actuales países de Israel, Palestina y Líbano, así como de partes de Siria, Irak, Kuwait, el sudeste de Turquía y el sudoeste de Irán. Se estima que su población en la antigüedad rondaba los 40 o 50 millones de personas. En la actualidad, es una zona de gran inestabilidad política y tensiones estatales.
La locución fue acuñada por el arqueólogo James Henry Breasted (Universidad de Chicago) por la forma de creciente o medialuna del área geográfica referida. Por similitud histórica, también suele denominarse así a otros territorios donde surgieron la agricultura y la ganadería: las altiplanicies mexicanas (cultura del maíz), ciertas regiones de China (cultura del arroz), los Andes sudamericanos (cultura de la patata) o del África subsahariana (cultura del sorgo).
En el Creciente fértil se encuentran muchos restos de importante actividad humana de antiguas épocas. Han aparecido esqueletos de primitivos humanos modernos y premodernos (p. ej. en la Cueva de Kebara en Israel), restos de culturas cazadoras-recolectoras nómadas del Pleistoceno y semisedentarias del Epipaleolítico (natufianos); pero la zona se vincula principalmente a los orígenes de la agricultura y la ganadería.
La zona occidental de los alrededores del río Jordán y al norte del Éufrates (donde se incluyen lugares como Jericó) dio lugar a la primera cultura Neolítica, datada en torno al 9000 a. C. Esta región, junto con una Mesopotamia definida al este del Creciente, entre los ríos Tigris y Éufrates, aglomeró una compleja realidad de culturas a partir de la Edad de Bronce, por lo que la zona ha recibido el nombre de Cuna de la Civilización.
A partir de la Edad de bronce, la zona de cultivo se fue ampliando gracias al regadío, del que aún depende una producción agrícola que se halla en condiciones de calor y salinidad edáfica. La aparición de la agricultura parece deberse no solo a la irrigación de estos ríos, sino también a condiciones climáticas favorables para el crecimiento de plantas anuales y de semillas comestibles, con una mayor productividad a lo largo de las estaciones que las plantas perennes. En el Creciente fértil se encuentran los antepasados de las plantas neolíticas más importantes (p. ej. del farro, el trigo escaña, la cebada, el lino, el garbanzo, el guisante, la lenteja o el yero) y las cinco especies de animales domesticados más importantes: la vaca, la cabra, la oveja, el cerdo y el caballo.

## Historia

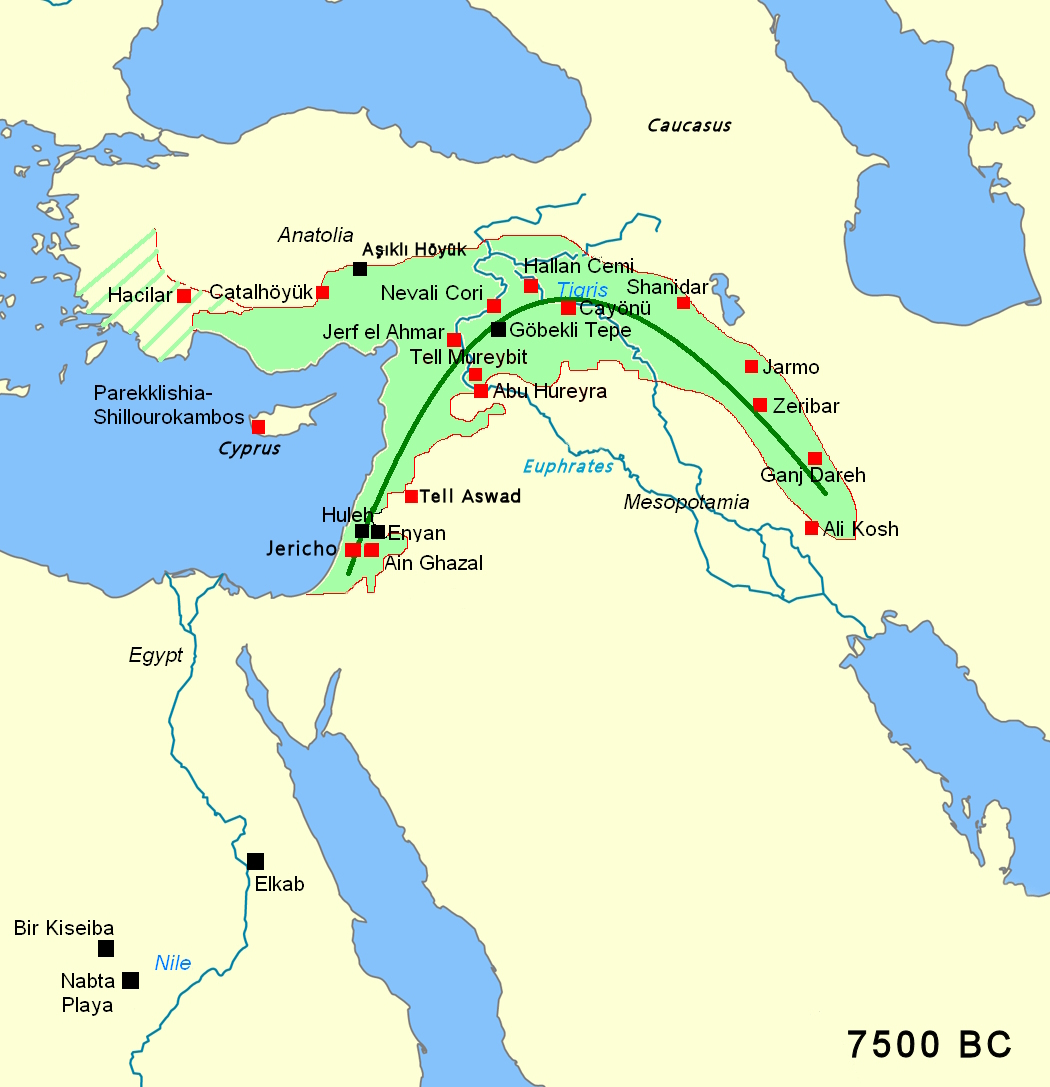
Área de la media luna fértil, circa 7500 a. C., con los principales yacimientos del Neolítico Prealfarero. La zona de Mesopotamia propiamente dicha aún no estaba poblada por humanos. Incluye Göbekli Tepe, un yacimiento en la actual Turquía datado hacia el 9000 a. C.

Además de poseer numerosos yacimientos con restos óseos y culturales tanto de humanos premodernos como de los primeros humanos modernos (por ejemplo, en las cuevas de Tabun y Es Skhul en Israel), y más tarde de cazadores-recolectores semisedentarios del Pleistoceno y Epipaleolítico  (los Natufianos); el Creciente Fértil es más famoso por sus yacimientos relacionados con los orígenes de la agricultura. La zona occidental en torno a los ríos Jordán y Éufrates superior dio lugar a los primeros asentamientos neolíticos agrícolas conocidos (denominados Neolítico Prealfarero A (PPNA)), que datan de alrededor del 9.000 a. C. e incluyen yacimientos muy antiguos como Göbekli Tepe, Chogha Golan y Jericó (Tell es-Sultan).
Esta región, junto con Mesopotamia (en griego "entre ríos", entre los ríos Tigris y Éufrates, que se encuentra al este del Creciente Fértil), también fue testigo de la aparición de las primeras sociedades complejas durante la posterior Edad del Bronce. En la región también hay indicios tempranos de escritura y de la formación del Estado soberano jerárquico. Esto le ha valido a la región el sobrenombre de "La cuna de la civilización".
Es en esta región donde aparecieron las primeras bibliotecas hace unos 4.500 años. Las bibliotecas más antiguas que se conocen se encuentran en Nippur (en Sumeria) y Ebla (en Siria), ambas de c. 2500 a. C.
Tanto el Tigris como el Éufrates nacen en los Montes Tauro de la actual Turquía. Los agricultores del sur de Mesopotamia tenían que proteger sus campos de las inundaciones cada año.  En el norte de Mesopotamia llovía lo suficiente para poder cultivar. Para protegerse de las inundaciones construyeron diques.
Desde la Edad del Bronce, la fertilidad natural de la región se ha visto muy ampliada por las obras de regadío, de las que sigue dependiendo gran parte de su producción agrícola. En los dos últimos milenios se han repetido ciclos de declive y recuperación a medida que las obras del pasado se han ido deteriorando con la sustitución de los estados, para ser reemplazadas bajo sus sucesores. Otro problema constante ha sido la salinización-concentración gradual de sal y otros minerales en suelos con una larga historia de irrigación.

### Domesticación y cultivo temprano
Se descubrieron higos prehistóricos sin semillas en Gilgal I, en el Valle del Jordán, lo que sugiere que se plantaban higueras hace unos 11.400 años. Cereales ya se cultivaban en Siria hace 9.000 años. Los gatos pequeños (Felis silvestris) también fueron domesticados en esta región. En esta región también se domesticaron leguminosas como guisantes, lentejas y garbanzos.
Entre los animales domesticados se encuentran el vacuno, la oveja, la cabra, el cerdo doméstico, el gato y el ganso doméstico.

## Geografía

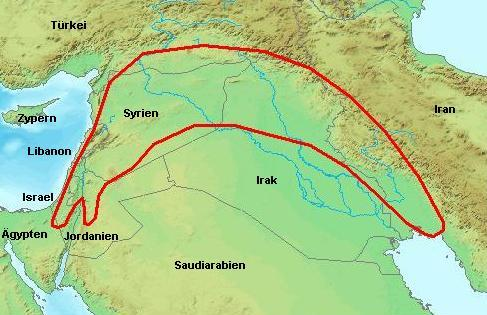
Mapa del Creciente Fértil en la antigüedad más temprana, ilustrado aquí a través de la extensión de la cubierta forestal y sobre la base de los principales yacimientos arqueológicos que tuvieron asentamientos antes del 7.500 a. C. A partir del 4.000 a. C. aproximadamente, Mesopotamia se convirtió en la zona más importante para el desarrollo de la civilización.

La zona abarca el actual Israel, Cisjordania y Líbano, así como partes de Jordania, Siria, Irak y el sureste de Turquía. Se extiende a lo largo de la costa oriental del Mar Mediterráneo, al norte del desierto sirio y a través de Mesopotamia hasta el Golfo Pérsico. Los grandes ríos Jordania, Tigris y Éufrates han abastecido de agua a la zona durante milenios. Fue dentro de este arco geográfico donde los humanos pasaron por primera vez de un modo de vida como cazadores y recolectores a una nueva forma de vida basada en la producción de alimentos vegetales y animales, es decir, la agricultura.
La primera zona agrícola se denomina "Creciente Fértil" y los cambios comenzaron en las laderas montañosas más altas de las zonas marginales al oeste, norte y este de las llanuras de las tierras bajas del Éufrates y el Tigris. Estas laderas presentaban una diferencia de altitud de varios cientos de metros y estaban cubiertas de bosques de roble y cedro con una mayor variedad de plantas que en las llanuras de altitud uniforme. Fue en estas zonas altas, con bosques y pastos anuales en los bordes, donde el cultivo de cereales adquirió importancia desde el principio.
A pesar de la importancia de los ríos para el posterior auge de la civilización en el Creciente Fértil, no fueron el factor más importante en el desarrollo temprano de la zona. Los valles fluviales a lo largo del Nilo y en Mesopotamia fueron durante mucho tiempo bosques y pantanos prácticamente inhabitables, plagados de inundaciones y enfermedades. La agricultura surgió mucho más tarde aquí que en las zonas periféricas del norte.
Ecológicamente, el Creciente Fértil era importante como corredor de dispersión entre África y Eurasia (Europa y Asia). El papel de corredor permitió al Creciente Fértil alcanzar una mayor proporción de diversidad biológica que tanto Europa como el norte de África, donde los cambios climáticos durante la Edad de Hielo provocaron repetidas extinciones de especies en las que los ecosistemas fueron empujados hacia el Mediterráneo. Junto con la teoría de la bomba sahariana, que sostiene que la flora y la fauna abandonaron África para penetrar en Oriente Próximo y continuar hacia Europa y Asia este puente terrestre en Oriente Medio fue de esencial para la propagación moderna de la flora (botánica) y fauna del Viejo Mundo, y para la propagación de los humanos.
El hecho de que esta zona haya soportado el peso de la placa tectónica escisión entre las placas africana y arábiga, y las placas contiguas arábiga y euroasiática, también ha permitido que esta zona se convierta en una zona muy diversa de altas montañas nevadas, fértiles cuencas de sedimentación y mesetas desérticas, lo que ha aumentado aún más su biodiversidad y ha permitido que se conserven en tiempos históricos especies que no se encontraban en otros lugares.

## Evolución ecológica
Como resultado de este conjunto único de factores geográficos, el Creciente Fértil tiene una impresionante historia de actividad agrícola y cultura humana temprana. Además de numerosos yacimientos arqueológicos con restos de esqueletos y restos culturales tanto de humanos premodernos (Homo neanderthalensis) como modernos tempranos (Homo Sapiens), como por ejemplo la cueva de Kebara en Israel, con culturas posteriores de cazadores-recolectores en tiempos del Pleistoceno y cazadores-recolectores parcialmente asentados en tiempos del Mesolítico (véase cultura natufiense), la zona es conocida principalmente por sus yacimientos, vinculados al origen y desarrollo del uso de la tierra en el Neolítico.
La parte occidental y las zonas en torno al alto Éufrates constituyeron el telón de fondo de las primeras comunidades agrícolas neolíticas conocidas, con pequeñas casas redondas (a menudo denominadas Neolítico Prealfarero A, PPNA), que datan de poco después del 10.000 a. C. e incluyen yacimientos como Jericó. Durante el PPNB posterior, a partir del 9.000 a. C., estas comunidades evolucionan hacia aldeas más grandes con el cultivo y la cría de animales como principal medio de vida, con asentamientos densos en casas rectangulares de dos pisos. El hombre entró ahora en simbiosis con las especies de cereales y ganado, sin posibilidad de volver a la sociedad de cazadores-recolectores.
La zona al oeste y al norte de Letonia, en el Éufrates y el Tigris, también fue testigo de la aparición de comunidades tempranas y complejas en la mucho más tardía Edad del Bronce (a partir del 4.000 a. C. aproximadamente). En esta región esteparia septentrional también hay indicios tempranos de cultura escrita y de formación de estados primitivos, aunque la formación de estados escritos desplazó relativamente rápido su centro de gravedad al valle de Mesopotamia y se desarrolló más abajo. Esta zona, incluida Mesopotamia, ha sido calificada por muchos escritores como la "cuna de la civilización".
Desde la Edad de Bronce, la fertilidad natural de la zona se ha visto muy favorecida por el regadío, del que sigue dependiendo la producción agrícola de la zona. En los dos últimos milenios se han repetido ciclos de declive y recuperación después de que la labor anterior de los sistemas de regadío decayera con la transición a nuevas formaciones estatales. Otro problema ha sido el aumento de sal en los lechos de los ríos: la concentración gradual de sal y otros minerales en las redes del suelo causada por largos periodos de irrigación artificial.
En la media luna fértil actual, el agua de los ríos ha sido una fuente potencial de conflictos en la región. El río Jordán se encuentra en la frontera entre Israel, el Reino de Jordania y los territorios administrados por la Autoridad Palestina. Turquía y Siria controlan, cada una, una cuarta parte de la longitud del Éufrates, y ambos ríos tienen su curso inferior en Irak, que depende en gran medida de ellos. El conflictivo represamiento de estos ríos ha dado lugar a urgentes excavaciones arqueológicas, que han sacado a la luz algunos de los yacimientos más importantes, como Abu Hureyra, Tell Mureybit, Jerf el-Ahmar y Hallan Çemi.

## Creciente Fértil como unión administrativa durantesigloXX
El concepto de «Creciente Fértil» fue retomado en 1943 por el primer ministro iraquí, Nuri al-Said, para intentar formalizar una unión administrativa entre cinco países o territorios (en realidad todos bajo régimen de protectorado): Transjordania, Irak, Palestina y Siria (las cuatro bajo protectorado británico) y Líbano (bajo protectorado francés hasta 1946). El proyecto contó con el respaldo británico (que, inmerso en la Segunda Guerra Mundial, buscaba una salida airosa y rápida de Oriente Próximo), pero tuvo el rechazo de Arabia y de Egipto, que veían peligrar su hegemonía en la zona, tanto por la posesión de hidrocarburos, como porque el nuevo Estado comunicaría directamente el golfo Pérsico con el Mediterráneo, haciendo innecesario el canal de Suez en caso de construirse oleoductos por su territorio.
La proclamación del Estado de Israel en 1948 acaba definitivamente con el proyecto, aunque la expresión se sigue empleando con cierta frecuencia.